# 科尔贝耶
科尔贝耶（法語：Corbeilles，法語發音：[kɔʁbɛj]）是法国卢瓦雷省的一个市镇，位于该省北部偏东，属于蒙塔日区。

## 地理
科尔贝耶（48°4'20"N, 2°32'57"E）面积32.62 平方千米，位于法国中央-卢瓦尔河谷大区卢瓦雷省，该省份为法国中北部省份，北起埃松省，西北接厄尔-卢瓦省，西南接卢瓦-谢尔省，南至涅夫勒省和谢尔省，东临约讷省，东北接塞纳-马恩省。
与科尔贝耶接壤的市镇（或旧市镇、城区）包括：加蒂奈地区波尔多、欧克西、沙普隆、库尔唐皮埃尔、瑞朗维尔、洛尔西、米涅雷特、索迪加蒂奈。

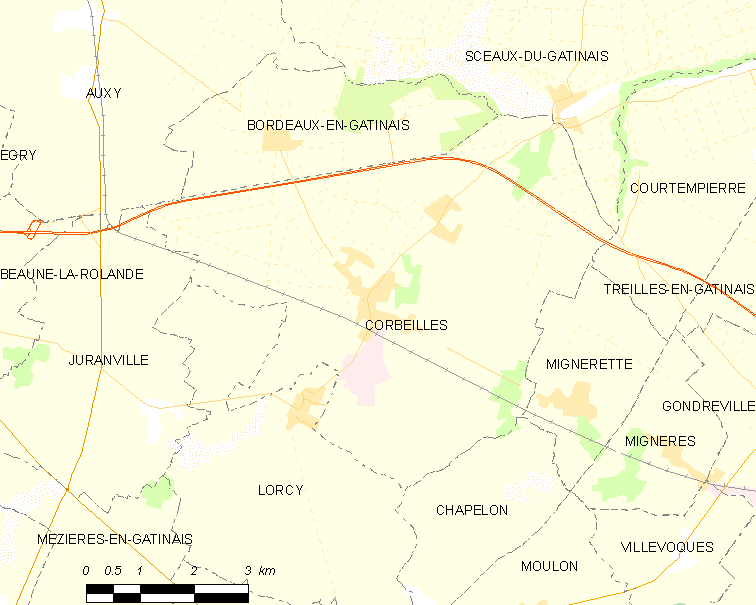
科尔贝耶的OSM定位图

科尔贝耶的时区为UTC+01:00、UTC+02:00（夏令时）。

## 行政
科尔贝耶的邮政编码为45490，INSEE市镇编码为45103。

## 政治
科尔贝耶所属的省级选区为库特奈县。

## 人口

1962-2008年间科尔贝耶人口变化图示

科尔贝耶于2022年1月1日时的人口数量为1579人。